# Tournoi de tennis des championnes (WTA 2012)
Le tournoi de tennis des championnes est un tournoi de tennis professionnel féminin. L'édition 2012, classée en catégorie International, se dispute à Sofia du 30 octobre au 4 novembre 2012.
Nadia Petrova remporte le simple dames. En finale, elle bat Caroline Wozniacki, décrochant à cette occasion le 13e titre de sa carrière sur le circuit WTA.

## Faits marquants
- Ce tournoi de catégorie International se dispute pour la première fois à Sofia du 30 octobre au 4 novembre 2012.
- Ana Ivanović, la double tenante du titre, ne peut participer à cette édition car elle joue la finale de la Fed Cup.
- Après son deuxième match de poule, Maria Kirilenko déclare forfait pour la suite du tournoi à cause de problèmes respiratoires.
- Nadia Petrova remporte le titre en ne perdant aucun match et élimine facilement en finale Caroline Wozniacki (6-2 6-1).

## Fonctionnement de l'épreuve
L'épreuve se dispute selon les modalités dites du « round robin ». Les huit meilleures joueuses de la saison qui ne sont pas qualifiées pour le Masters et qui ont au moins remporté un tournoi de la catégorie "WTA International Tournaments", sont séparées en deux groupes de quatre. S'affrontant toutes entre elles, seules les deux premières joueuses de chacun sont conviées en demi-finale, avant l'ultime confrontation pour le titre.

### Joueuses qualifiées
| 1. Caroline Wozniacki (Finale) 2. Nadia Petrova (Vainqueur) 3. Maria Kirilenko (Poules, abandonne à cause de problèmes de respiratoires) 4. Roberta Vinci (1/2 finale) | 1. Hsieh Su-Wei (Poules) 2. Zheng Jie (Poules) 3. Daniela Hantuchová (Poules) 4. Tsvetana Pironkova (1/2 finale) |

### Remplaçantes
| 1. Sofia Arvidsson (Poules, remplace Maria Kirilenko) | 1. Alizé Cornet |

## Résultats en simple

### Groupe I (Serdika)
| # | Vainqueur          | Adversaire         | Score          |
| 1 | Roberta Vinci      | Daniela Hantuchová | 6-1, 6-2       |
| 2 | Caroline Wozniacki | Hsieh Su-Wei       | 6-2, 6-2       |
| 3 | Caroline Wozniacki | Roberta Vinci      | 6-3, 6-1       |
| 4 | Caroline Wozniacki | Daniela Hantuchová | 3-6, 7-64, 6-4 |
| 5 | Roberta Vinci      | Hsieh Su-Wei       | 6-1, 6-2       |
| 6 | Hsieh Su-Wei       | Daniela Hantuchová | 6-1, 0-6, 6-4  |

| # | N°  | Joueuse            | Matchs gagnés-perdus | Sets gagnés-perdus |
| 1 | (1) | Caroline Wozniacki | 3-0                  | 6-1                |
| 2 | (4) | Roberta Vinci      | 2-1                  | 4-2                |
| 3 | (5) | Hsieh Su-Wei       | 1-2                  | 2-5                |
| 4 | (7) | Daniela Hantuchová | 0-3                  | 2-6                |

### Groupe II (Sredets)
| # | Vainqueur          | Adversaire         | Score          |
| 1 | Tsvetana Pironkova | Zheng Jie          | 2-6, 6-4, 7-64 |
| 2 | Nadia Petrova      | Zheng Jie          | 6-3, 6-3       |
| 3 | Maria Kirilenko    | Tsvetana Pironkova | 6-1, 6-4       |
| 4 | Nadia Petrova      | Maria Kirilenko    | 3-6, 7-64, 6-3 |
| 5 | Sofia Arvidsson    | Zheng Jie          | 5-1, ab.       |
| 6 | Nadia Petrova      | Tsvetana Pironkova | 5-7, 6-1, 6-3  |

| # | N° | Joueuse            | Matchs gagnés-perdus | Sets gagnés-perdus |
| 1 |    | Nadia Petrova      | 3-0                  | 6-2                |
| 2 |    | Tsvetana Pironkova | 1-2                  | 3-5                |
| 3 |    | Zheng Jie          | 0-3                  | 1-5                |
| 4 |    | Maria Kirilenko    | 1-1                  | 3-2                |
| 5 |    | Sofia Arvidsson    | 1-0                  | 1-0                |

### Tableau final
|  |                    |                    |               |            |            |   |   |        |        |        |        |        |
|  | 1/2 finale         | 1/2 finale         | 1/2 finale    | 1/2 finale | 1/2 finale |   |   | Finale | Finale | Finale | Finale | Finale |
|  |                    |                    |               |            |            |   |   |        |        |        |        |        |
|  |                    |                    |               |            |            |   |   |        |        |        |        |        |
|  | Caroline Wozniacki | (1)                | 6             | 6          |            |   |   |        |        |        |        |        |
|  | Caroline Wozniacki | (1)                | 6             | 6          |            |   |   |        |        |        |        |        |
|  | Tsvetana Pironkova |                    | 4             | 1          |            |   |   |        |        |        |        |        |
|  | Tsvetana Pironkova | Caroline Wozniacki | 4             | 1          | (1)        | 2 | 1 |        |        |        |        |        |
|  |                    |                    |               |            |            | 2 | 1 |        |        |        |        |        |
|  |                    |                    | Nadia Petrova |            | 6          | 6 |   |        |        |        |        |        |
|  | Nadia Petrova      |                    | Nadia Petrova | 68         | 6          | 6 | 6 | 6      |        |        |        |        |
|  | Nadia Petrova      |                    |               | 68         |            |   | 6 | 6      |        |        |        |        |
|  | Roberta Vinci      | (4)                | 7             | 1          | 4          |   |   |        |        |        |        |        |
|  | Roberta Vinci      | (4)                | 7             | 1          | 4          |   |   |        |        |        |        |        |